# Мешех
Мешех (івр. משך), він же  Мосох  — згідно з Книгою Буття шостий син Яфета, онук Ноя.

## Біблійні джерела
Біблія (Єз.  27:13) згадує Мешеха (і його рід) разом з Фувалом і Іованом, з чого деякі дослідники роблять висновок, що початкове місце розселення його нащадків було в районі Анатолії (сучасна Туреччина).

## Стародавні згадки
Ненній та Йосип Флавій називають їх каппадокійцями (Юдейські старожитності Кн.1, гл.6:1).. Драсханакертці і Каланкатуаці ідентифікують нащадків Мешеха з ілірійцями.

## Сучасні ототожнення
Спів—звуччя імені Мешеха (Мосоха) з назвою російської столиці породило безліч спекуляцій на цю тему. Цієї версії дотримується Синопсис Київський, виданий вперше в 1674 році, про який згадує пізніше  В. М. Татищев і призводить, серед інших версій походження слов'ян, і ту, з точки зору якої — московія були нащадками легендарного Мешеха. Ця ж гіпотеза фігурує в багатьох інших джерелах, переважно XVII-го століття, і розглядається Ломоносовим  і Тредіаковським.
Айзек Азімов ототожнює Мешех з фригійцями, яких ассирійці називали «мушки»